# Pygmékaskelot
Pygmékaskelot (Kogia breviceps) är den näst minsta arten i familjen kaskeloter. Den minsta är dvärgkaskelot. Den har, som kaskeloten och dvärgkaskeloten, en olja som kallas valrav (spermaceti) i huvudet.
Artepitetet i det vetenskapliga namnet är sammansatt av de latinska orden brevis (kort) och ceps (huvud).

## Beskrivning
Pygmèkaskeloten blir ca 3,5 meter lång. Den väger cirka 400 kg. Pygmékaskeloten är mer lik kaskeloten än dvärgkaskeloten, då huvudet är fyrkantigare. Ryggfenan är mycket liten. Pygmékaskeloten är egendomligt färgad, den är blågrå på ryggen men rosa på magen.

## Levnadssätt
Pygmekaskeloter lever huvudsakligen ensamma, men ibland bildar de grupper med upp till sex individer. Parningssäsongen är vanligtvis på sommaren. Valen hittas i tempererade hav, och ganska kustnära. Födan består av bläckfisk. Den klassas av IUCN under kunskapsbrist.

## Släktskap
Pygmékaskeloten är en tandval som tillsammans med dvärgkaskeloten tillhör släktet Kogia.